# موسوبين
موسوبين هو موقع ويب أنشئ في 2005، يقع مقره الرئيسي في الولايات المتحدة، وهو متوفر باللغة الإنجليزية.

## وصلات خارجية
- موسوبين على موقع Framasoft (الفرنسية)
- الموقع الرسمي